# (21395) Albertofilho
(21395) Albertofilho est un astéroïde de la ceinture principale d'astéroïdes.

## Description
(21395) Albertofilho est un astéroïde de la ceinture principale d'astéroïdes. Il fut découvert le 20 mars 1998 à Socorro (Nouveau-Mexique) par le projet LINEAR. Il présente une orbite caractérisée par un demi-grand axe de 2,22 UA, une excentricité de 0,13 et une inclinaison de 6,1° par rapport à l'écliptique.